# Riga Futsal Club
Il Riga Futsal Club è una squadra lettone di calcio a 5 con sede a Riga.

## Storia
La società è stata fondata nel 2012 come "Futsal Club Petrow". Al termine della stagione 2022-23 è stata acquisita dall'imprenditore Aleksandrs Proņins che ne ha fatto la sezione calcettistica del Riga Football Club. 

## Palmarès
- Campionato lettone: 4

2019-20, 2021-22, 2022-23, 2023-24
- Coppa della Lettonia: 1

2023-24